# Prêmio Pedro Senna
O Prêmio Pedro Senna é o galardão outorgado à produção audiovisual chilena. Batizado em honra ao diretor de cinema mudo Pedro Senna, foi entregue pela primeira vez no ano 2006. Premia-se aos artistas destacados no desenvolvimento e fortalecimento do meio audiovisual nacional e as melhores obras, artistas e técnicos da produção nacional de obras estreadas entre janeiro e dezembro do ano anterior.
Criado como resultado da Lei N° 19.981/2005 que cria Conselho da Arte e a Indústria Audiovisual (CAIA) e o Fundo de Alavancagem Audiovisual, ambos dependentes do Conselho Nacional da Cultura e as Artes (CNCA).
Pedro Senna foi um dos precursores do cinema chileno, diretor do Húsar da morte (1925) e Prêmio Nacional de Arte em 1966.
O Prêmio tem como objectivo reconhecer a um autor, artista, técnico ou produtor que se destaque por sua qualidade artística ou projeção de sua obra audiovisual e às atividades relevantes de difusão e preservação patrimonial da produção audiovisual.
Todos os premiados recebem a escultura Pedro Senna.
Salvo o prêmio Trajetória, que o entrega o CAIA, o resto as define um júri e previamente dois Comités de Pré-seleção escolhem aos nominados nas categorias para longa -metragens e curta-metragens.
A escultura símbolo do Prêmio Pedro Senna foi criada por Cristina Pizarro, destacada escultora e inspirada no lente da câmara. Está realizada em aço inoxidável e sua base é de granito negro.

## Resumo e principais ganhadores
A seguinte tabela mostra os vencedores nas categorias mais importantes, em Melhor Filme, Melhor Diretor, Melhor interpretação protagonista masculina e Melhor interpretação protagonista feminina.
| Edição | Data       | Melhor Filme            | Melhor Director         | Melhor Actor    | Melhor Actriz     | Lugar                                 | Presentador                    |
| ------ | ---------- | ----------------------- | ----------------------- | --------------- | ----------------- | ------------------------------------- | ------------------------------ |
| 9.ª    | 19-12-2014 | Dança-a da realidade    | Sebastián Silva         | Jaime Vadell    | Paulina García    | Parque Quinta Normal,Santiago         | Juanita RingelingHéctor Morais |
| 8.ª    | 29-11-2013 | Glória                  | Raúl Ruiz               | Sebastián Ayala | Paulina García    | Teatro Municipal J. Bohr,Ponta Areias | Mariana LoyolaLuis Alarcón     |
| 7.ª    | 9-11-2012  | NoMi último round       | Cristián Jiménez        | Luis Dubó       | Bélgica Castro    | Teatro Municipal J. Bohr,Ponta Areias | Elisa ZuluetaLuis Gnecco       |
| 6.ª    | 25-11-2011 | Violeta foi-se aos céus | Patricio Guzmán         | Martín Castillo | Francisca Gavilán | Cinema Salga Estrela,Ponta Areias     | Mariana Loyola                 |
| 5.ª    | 1-9-2010   | A Nana                  | Sebastián Silva         | Eduardo Paxeco  | Catalina Saavedra | Teatro Oriente,Santiago               | Branca Lewin                   |
| 4.ª    | 31-3-2009  | A Boa Vida              | Andrés Wood             | Alfredo Castro  | Aline Kuppenheim  | Teatro Huemul,Santiago                | Javiera Contador               |
| 3.ª    | 31-1-2008  | A vida mata-me          | Pachi BustosJorge Leiva | Daniel Muñoz    | Marcela Osorio    | Castillo Hidalgo,Santiago             | Glória Laso                    |
| 2.ª    | 31-1-2007  | A Sagrada Família       | Sebastián Lelio         | Jaime Vadell    | Patricia López    | Museu de Artes Visuais,Santiago       |                                |
| 1.ª    | 31-1-2006  | Play                    | Alicia Scherson         | Deserta.        | Branca Lewin      | Museu de Artes Visuais,Santiago       | Esperança Silva                |

## Categorias
A seguir, se enlistan todas as diferentes categorias que fazem parte destes prêmios.

### Categorias descontinuadas
- Melhor longa-metragem ficção, animação ou documentária (só 2006)
- Melhor desenho de vestuário ou maquiagem (só 2006)
- Melhor desenho de som (só 2007)
- Melhor trilha corrente (só 2008)
- Melhor interpretação secundária (2006, 2007 e 2008)
- Melhor curta-metragem ou media-metragem (só 2006)
- Melhor curta-metragem ficção ou animação (2007 e 2008)

## Relações externas
- Página oficial dos Prêmios Pedro Sienna
- Ficha de prêmio